# Pierre François Verger-Dubareau
Pierre François Verger-Dubareau dit Verger-Desbarreaux, né le 5 septembre 1755 à Nantes (Loire-Atlantique), mort le 4 décembre 1829 à La Flèche (Sarthe), est un général français du Premier Empire.

## États de service
Il entre en service le 9 mars 1773, en qualité de cadet au régiment de Vivarais infanterie, et il devient sous-lieutenant le 28 janvier 1776. Il sert successivement dans les milices de Saint-Domingue le 1er février 1776, dans les chasseurs volontaires de l’ile le 21 janvier 1780, et dans les chasseurs royaux le 25 juin 1780. Il reçoit son brevet de lieutenant le 1er octobre 1780, et celui de capitaine le 25 décembre 1781. Pendant toute cette période, il participe aux expéditions de Sainte-Lucie et de Grenade, ainsi qu’au siège de Savannah, où il est grièvement blessé, et à la prise de Tobago le 2 juin 1781. Il est fait membre de l’ordre de Cincinnatus.
Le 15 septembre 1783, il passe capitaine à la suite au régiment du Cap, puis lors de la suppression des capitaines à la suite, il est employé dans les états-majors de place jusqu’en 1788.
De retour en France, il est affecté en qualité d’officier supérieur dans la Garde nationale en 1789 et 1790, puis à la formation du 3e bataillon de volontaires de Mayenne-et-Loire en 1792. Le 1er mars 1793, il rejoint le bataillon de grenadiers réunis, à l’armée des côtes de Brest et le 15 août 1793, il prend le commandement de ce bataillon. Il se distingue à la bataille de La Roullière le 8 septembre 1793 et il est blessé dans une escarmouche le 27 octobre suivant à Château-Gontier. Il se fait remarquer à la bataille de Savenay, le 23 décembre 1793, et pour le récompenser, il est élevé au grade d’adjudant-général chef de bataillon le 25 décembre suivant.
Le 6 octobre 1794, il passe à l’armée de l’Ouest et il est nommé adjudant-général chef de brigade le 13 juin 1795. Le 4 octobre 1796, il est employé à l’armée de Sambre-et-Meuse et le 3 mars 1797, il est envoyé dans la 25e division militaire à Liège. Le 28 mars 1798, il est muté dans la 14e division militaire, puis dans la 11e division militaire le 22 avril 1798, à la suite de problèmes familiaux.
Le 1er mai 1801, il sert dans le corps d’observation de la Gironde et le 28 mars 1802, il est affecté dans la 21e division militaire. Il est fait chevalier de la Légion d’honneur le 5 février 1804 et officier de l’ordre le 14 juin suivant. Le 24 septembre 1805, il passe dans les grenadiers du camp volant de la Vendée et le 15 mai 1806, il rejoint la 22e division militaire, avant d’être affecté à l’armée de réserve le 22 septembre 1806.
Le 25 juin 1807, il occupe les fonctions de chef d’état-major de la 1re division d’infanterie du Général Boudet au 11e corps de la Grande Armée en Prusse. Il se trouve au siège de Colberg en juillet 1807 et à celui de Stralsund en août 1807.
En 1809, il fait la campagne d’Autriche, comme chef d’état-major de la 4e division d’infanterie du 4e corps et il est blessé le 12 mai 1809, en forçant le passage du Danube à Leopoldstadt dans la banlieue de Vienne. Le 17 juin 1809, il est autorisé à retourner en France pour guérir ses blessures et il est promu général de brigade le 19 juin 1809. Le 8 août 1809, il prend le commandement du département de l’Ourthe et le 3 juillet 1811, il commande le département des Basses-Pyrénées. Le 11 mars 1814, il est chargé d’organiser une division de réserve à Bordeaux, lors de l’évacuation de l’Espagne par les armées françaises.
Lors de la première restauration, le roi louis XVIII le fait chevalier de Saint-Louis et il le met en non-activité le 1er septembre 1814.
Pendant les Cent-Jours, il est employé le 9 mai 1815, à Lyon, à l’organisation des gardes nationales pour l’armée des Alpes, puis il prend le commandement du département de la Loire, et ensuite le pays Lyonnais en remplacement du général Mouton-Duvernet. Il est admis à la retraite le 18 août 1815.
Il meurt le 4 décembre 1829, à La Flèche.